# 釜洞祐子
釜洞 祐子（かまほら ゆうこ、1957年（昭和32年）6月22日 - ）は、日本の声楽家（ソプラノ）、オペラ歌手、音楽教育者、プロデューサーである。

## 経歴
大阪府吹田市出身。神戸女学院大学音楽学部卒業。東京音楽大学オペラ研究科終了。1981年（昭和56年）日生劇場モーツァルト『魔笛』夜の女王でデビュー。1982年（昭和57年）日生劇場主催公演で神戸で、1983年（昭和58年）にも東京で夜の女王を歌った。1984年（昭和59年）ハンブルク州立劇場来日公演に際し、夜の女王の代演を急遽こなしている。同年秋より文化庁在外研修員としてミュンヘンに留学、1985年（昭和60年）ハンブルク歌劇場客員として『魔笛』夜の女王でヨーロッパデビューを果たす。次いでヘッセン州カッセル歌劇場と契約を結びモーツァルト『後宮からの逃走』コンスタンツェ、『魔笛』などに出演するほか、1992年（平成4年）にフリーとなるまでに、モーツァルト『ドン・ジョヴァンニ』ツェルリーナ、オッフェンバック『ホフマン物語』オリンピア、プッチーニ『ラ・ボエーム』ムゼッタ、モンテヴェルディ『ポッペアの戴冠』ポッペア、ワーグナー『タンホイザー』牧童、『ジークフリート』森の小鳥などを務める。特にロッシーニ『セヴィリヤの理髪師』ロジーナ、リヒャルト・シュトラウス『ナクソス島のアリアドネ』ツェルビネッタは評価が高かったという。夜の女王・コンスタンツェでハンブルク・シュトゥットゥガルト・ブレーメン・ハノーファー・ドレスデン・ミュンヘン国立歌劇場などにも客演。『プラハの春』など多くの音楽祭にも出演した。
日本国内では、松村禎三『沈黙』オハル、三枝成彰『忠臣蔵』お艶、リヒャルト・シュトラウス『アラベラ』ズデンカ、ヴェルディ『リゴレット』ジルダ、プーランク『人間の声』（モノオペラ）など幅広い演目で、新国立劇場をはじめ、諸劇場に出演している。2001年（平成13年）ウズベキスタン・カザフスタン両国において、また翌年大阪国際フェスティバルにおいて團伊玖磨『夕鶴』主演（つう）。2004年（平成16年） - 2006年（平成18年）いずみホールで主演歌手兼音楽プロデューサーに就任し「釜洞祐子プロデュース」と銘打って三木稔『春琴抄』、プーランク『カルメル会修道女の対話』、ロッシーニ『セヴィリアの理髪師』を開催した。2009年（平成21年）東京二期会リヒャルト・シュトラウス『カプリッチョ』伯爵令嬢マドレーヌをこなしている。2011年（平成23年）新国立劇場『夕鶴』主演。
オペラにとどまらず、コンサートでのオーケストラとの共演も非常に数多く、これまでに新日本フィルハーモニー交響楽団、東京フィルハーモニー交響楽団、読売日本交響楽団、群馬交響楽団、NHK交響楽団、神奈川フィルハーモニー管弦楽団、関西フィルハーモニー管弦楽団、仙台フィルハーモニー管弦楽団、東京シティ・フィルハーモニック管弦楽団、日本フィルハーモニー交響楽団、大阪フィルハーモニー交響楽団、東京交響楽団、山形交響楽団等のオーケストラとの演奏会で、サロネン、スウィトナー、デュトワ、秋山和慶、若杉弘、ブロムシュテット、小澤征爾、鈴木雅明、大友直人、ゲルハルト・ボッセ、現田茂夫、広上淳一、工藤俊幸らと、モーツァルト『レクイエム』、ロッシーニ『小荘厳ミサ』、ベートーヴェン『第九』『ミサ・ソレニムス』、メンデルスゾーン『エリヤ』、ヘンデル『メサイア』、ウェッバー『レクイエム』、ハイドン『天地創造』『四季』、ブラームス『ドイツ・レクイエム』、シューマン：オラトリオ『楽園とペーリ』、三枝成彰『レクイエム』などのソリストを務めた経験を有している。
歌曲にも取り組んでおり、分野も日本歌曲から、ヴォルフ等のドイツリート、ロシア歌曲まで幅広く、ソロリサイタルを数多く開催している。また、仙台フィル定期演奏会でリヒャルト・シュトラウス『4つの最後の歌』を演奏している。
畑きみ子、福沢アクリヴィ、畑中更予、インゲボルグ・ハルシュタイン、ルドルフ・ヤンセンに師事。
2019年（令和元年）9月6日現在、東京音楽大学教授として後進を育てる傍ら、各種コンクール等の審査員や公開レッスンなども数多く手掛けている。二期会会員。

## 主な受賞歴
- 1982年（昭和57年）第51回日本音楽コンクール第1位[10]福澤賞[3]
- 1984年度（昭和59年度）第12回ジロー・オペラ賞新人賞[11]
- 1994年度（平成6年度）第22回ジロー・オペラ賞[11]
- 2000年（平成12年）兵庫県文化奨励賞[3]
- 2003年（平成15年）大阪舞台芸術賞[3]
- 2004年度（平成16年度）音楽クリティック・クラブ賞[12]

## 主なディスコグラフィー
- CD 青い月夜に - 歌曲でつづる日本の四季 釜洞裕子、塚田佳男 1994/10/21 BMGビクター
- CD アリア・ギャランテ - 釜洞祐子オペラ・アリアの世界 釜洞祐子、新日本フィルハーモニー交響楽団、中野美佐 1998/11/21 BMGメディアジャパン
- CD アモール - ドイツ歌曲集 釜洞祐子、小原孝 1992/11/21 BMGビクター
- CD 夢のあとさき  - もうひとつの日本の歌 釜洞祐子、松川儒 2002/11/25 音楽之友社
- CD マーラー&ヴォルフ:歌曲集 2000/9/21 ポイント・レコーズ
- CD 二期会メンバーのプリマ・ドンナたちによる美しき日本語の歌 なごみの歳時記 オムニバス 2011/2/2 日本コロムビア
- CD 三枝成彰:レクイエム - 曾野綾子のリブレットによる ライブ 大友直人、釜洞祐子、小林一男、六本木男声合唱団、東京交響楽団 2004/5/19 ソニー・ミュージックジャパンインターナショナル
- CD5枚組 ベートーヴェンの1番から9番までを一晩で振るマラソン2004 ライブ 岩城宏之、釜洞祐子、黒木香保里、小林一男、福島明也、関屋晋、N響メンバー達による管弦楽団、篠崎史紀 2005/11/16 エイベックス・クラシックス
- CD2枚組 三枝成彰:(1942 - )セレクション Vol.1『二つの幻』 オムニバス 2008/4/2 キング・インターナショナル
- CD ベートーヴェン:交響曲第9番『合唱付き』 小泉和裕、九州交響楽団、釜洞祐子、八木寿子、宮里直樹、成田博之 2014/5/14 フォンテック
- CD 赤とんぼ100% オムニバス 1995/10/21 BMGビクター
- CD3枚組 三枝成彰/オペラ『忠臣蔵』全3幕 直野資、佐藤しのぶ、東京オペラ・シンガーズ、二期会合唱団、釜洞祐子、坂本朱、秋葉京子、大友直人、東京交響楽団 1997/10/22 ソニー・ミュージックレコーズ
- CD2枚組 松村禎三『沈黙』若杉弘、新星日本交響楽団、田代誠、直野資、大島幾雄、宮原昭吾、小林一男、釜洞祐子 2009/8/25 カメラータ
- DVD2枚組 三木稔:歌劇『愛怨』全曲 大友直人、釜洞祐子、経種廉彦、星野淳、宇佐美瑠璃 2006年2月、新国立劇場ライヴ 2008/05/21 クリエイティヴ・コア

## 楽界貢献活動
Researchmapなどから抜粋した。
- 2004年（平成16年） - 2006年（平成18年） 財団法人住友生命社会福祉事業団（いずみホール）3年間の音楽プロデューサー ホールオペラシリーズの主演歌手兼、音楽プロデューサーに就任 2004年－三木稔『春琴抄』、 2005年－プーランク『カルメル会修道女の対話』、 2006年－ロッシーニ『セヴィリアの理髪師』
- 2004年（平成16年）11月24日 山形県立山形北高等学校 公開レッスン・個人レッスン
- 2005年（平成17年）6月28日 茨城県立水戸第三高等学校 公開レッスン・個人レッスン
- 2005年（平成17年）12月15日 兵庫県立西宮高等学校 公開レッスン・個人レッスン
- 2009年（平成21年）8月24日 - 26日 第一回東京国際声楽コンクール 審査員
- 2010年（平成22年）5月6日 - 9日 奏楽堂日本歌曲コンクール 審査員
- 2010年（平成22年）6月22日 新潟県立新潟中央高等学校 公開レッスン＋ミニコンサート/講師
- 2010年（平成22年）8月24日 - 26日 第二回東京国際声楽コンクール 審査員
- 2010年（平成22年）11月4日 埼玉県立大宮光陵高等学校 公開レッスン＋ミニコンサート/講師
- 2010年（平成22年）11月14日 二期会・日本歌曲研究会 公開レッスン/講師
- 2011年（平成23年）3月16日 ABC音楽振興会主催 新人オーディション 予選審査員
- 2011年（平成23年）5月12日 - 29日 奏楽堂日本歌曲コンクール 審査員
- 2011年（平成23年）6月18日 第20回ABC新人オーディション 審査員
- 2011年（平成23年）9月12日 - 13日 日本音楽コンクール（主催：毎日新聞社 NHK）第80回 オペラ部門 第一次予選審査員
- 2011年（平成23年）9月21日 日本音楽コンクール（主催：毎日新聞社 NHK）第81回 オペラ部門 第二次予選審査員
- 2011年（平成23年）10月16日 二期会・日本歌曲研究会 公開レッスン/講師
- 2011年（平成23年）10月24日 日本音楽コンクール（主催：毎日新聞社 NHK）第82回 オペラ部門 本選審査員
- 2011年（平成23年）12月17日 第2回すいたテイーンズクラシックフェステイバル『本選』審査員
- 2012年（平成24年）3月18日 第22回ABC新人オーディション 予選審査員
- 2012年（平成24年）6月26日 第27回練馬区新人演奏会出演者オーディション（主催：公財 練馬区文化振興協会）審査員
- 2012年（平成24年）9月16日 - 17日 第81回日本音楽コンクール（主催：毎日新聞社 NHK）歌曲部門 第一次予選審査員
- 2020年（令和2年）5月11日 - 14日 奏楽堂日本歌曲コンクール 審査副委員長[13] ※中止[14]

## 書籍掲載等
- 1998年（平成10年）12月 音楽の友 音・クリエイター-21-釜洞祐子 音楽之友社
- 1999年（平成11年）2月 レコード芸術 釜洞祐子、山田治生 Disc Portrait『音楽的肖像』--アーティストが語るディスク・音楽(2)釜洞祐子
- 2006年（平成18年）12月 日経サイエンス 釜洞祐子、市川笑也 、花崎薫 特別座談会 舞台のプロに学ぶパフォーマンス不安を乗りきるコツ (こころのサイエンス)

## 放送出演
- 1991年（平成3年） - 2003年（平成15年）NHKニューイヤーオペラコンサート（数回出演）[7]
- 1997年（平成9年）NHKときめき夢サウンド[7]
- 1998年（平成10年）、2012年（平成24年） - 2017年（平成29年）NHK名曲アルバム[15]
- 1999年（平成11年）NHK ETV40周年 20世紀の名演奏 第二夜 メンデルスゾーン『歌の翼に』[7]
- 2003年（平成15年）NHKうた絵巻[7]